# Julije König
Julio König (Hroznová Lhota, Češka, 29. rujna 1877. − ?, Kanada, nakon 1945.) bio je gospodarstvenik, židovski aktivist i sportski djelatnik. Sin je Hermana Königa. U Hrvatsku se doselio iz Austrije 1899. Bio je vlasnik i direktor tvornice kandita i čokolade "Union" i paromlina "Rosa", suutemeljitelj i predsjednik sportskog društva Makabi u Zagrebu (1923. − 1937.), predsjednik Židovskog narodnog društva (od 1923.), član Centralne uprave Keren Hajesoda, te član Lože "Zagreb", nezavisnog židovskog reda, Bnei Brit. Po uspostavi NDH bio je uhićen s četrdesetak uglednih i imućnih zagrebačkih Židova, kako bi ih se zastrašilo i tako natjeralo na prikupljanje kontribucije, no ubrzo su svi spušteni, a Königovo ime se zajedno još šestoricom, početkom srpnja, nalazi na popisu Članova odbora za kontribuciju. Nakon rata živio je sa suprugom u Kanadi.